# Љето на Врбасу
Љето на Врбасу манифестација која се одржава сваке године у току љета у Бањој Луци. Први пут су је одржали чланови Клуба академичара Бања Лука 1953. године под називом Карневал на Врбасу. Касније крајем 70-их година манифестација мијења име у Сусрети на Врбасу, а од 1995. године носи данашње име. Главне активности манифестације су трка дајака и скокови са Градског моста.